# Bascharage
Bascharage é uma comuna do Luxemburgo, pertence ao distrito de Luxemburgo e ao cantão de Capellen.

## Demografia
Dados do censo de 15 de fevereiro de 2001:
- população total: 7.495
  - homens: 3.562
  - mulheres: 3.724
- densidade: 344,31 hab./km²
- distribuição por nacionalidade:

| Nacionalidade  | População | %      |
| -------------- | --------- | ------ |
| luxemburgueses | 5.227     | 71,71% |
| estrangeiros   | 2.063     | 29,29% |
| - portugueses  | 622       | 8,53%  |
| - franceses    | 323       | 4,43%  |
| - italianos    | 376       | 5,16%  |
| - belgas       | 275       | 3,77%  |
| - alemães      | 91        | 1,25%  |
| - iuguslavos   | 350       | 4,51%  |
| - outros       | 153       | 2,32%  |

- Crescimento populacional:

| Ano        | População |
| ---------- | --------- |
| 15/02/2001 | 6.590     |
| 01/01/2002 | 6.713     |
| 01/01/2003 | 6.841     |
| 01/01/2004 | 6.837     |
| 01/01/2005 | 6.958     |
| 01/01/2009 | 7.495     |